# Eva (Auguste Rodin)
Eva es una escultura de Auguste Rodin. Es considerada una de las obras más célebres del artista y muestra a Eva después del pecado original. Ella trata de ocultar su cuerpo al darse cuenta de que está desnuda. La elaboración de la obra en tamaño natural fue abandonada por Rodin cuando el artista se dio cuenta de que la modelo estaba embarazada.

## Origen de la obra

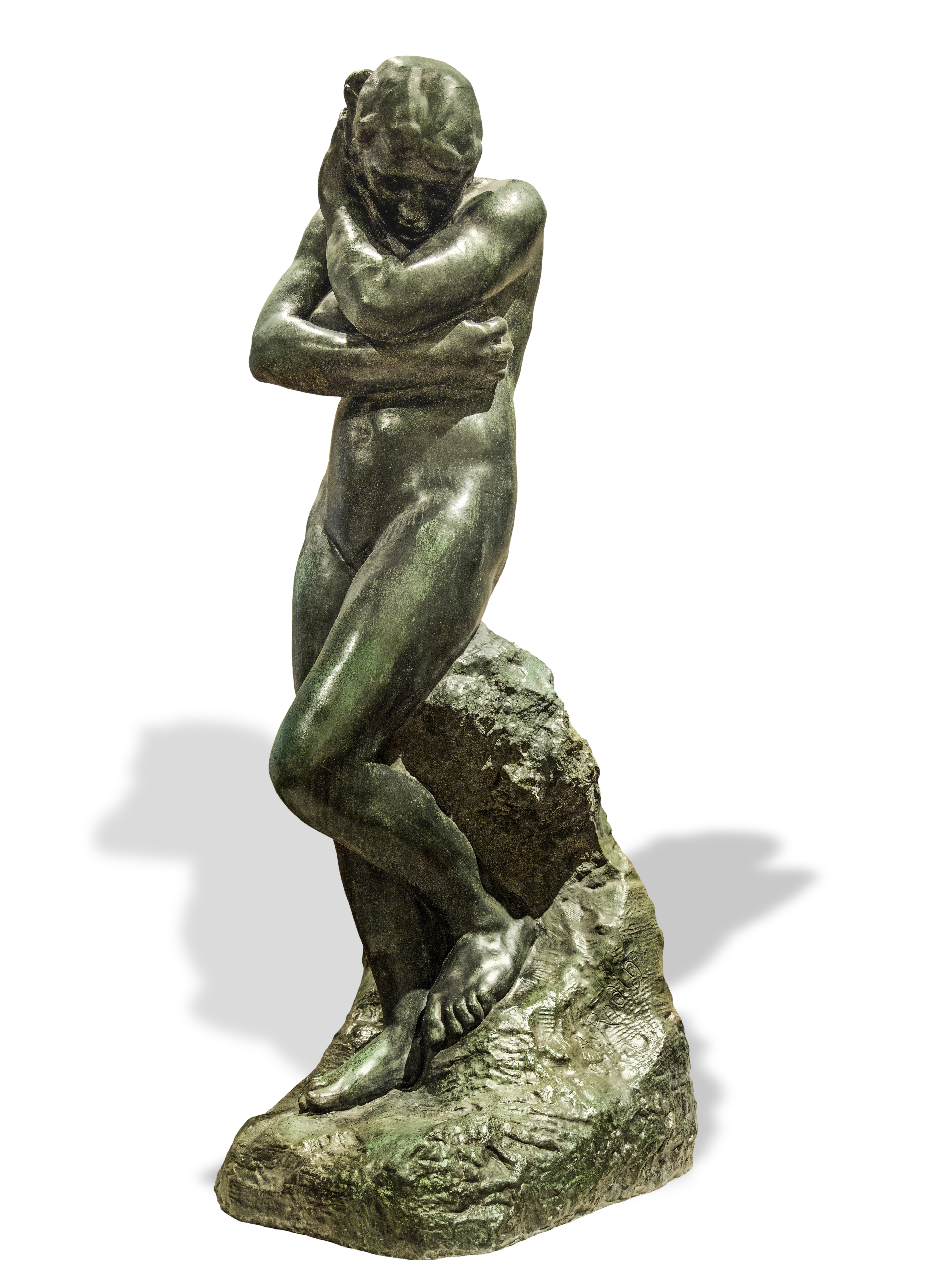
Eva-Rodin en bronce

El origen de la obra se remonta a 1880, en la etapa en la cual Rodin estaba trabajando para el proyecto La Porte de l’Enfer (La Puerta del Infierno). Hay un boceto para La puerta en el acervo de Museo Rodin de París en donde en el centro aparece una silueta que podría representar a la primera mujer bíblica.   
En un segundo momento Rodin cambió su concepción, como se lee en una carta dirigida a Edmund Turquet, el entonces subsecretario de Bellas Artes. Fechada en octubre de 1881, allí expresó su intención de flanquear las puertas con dos figuras colsales: Adán y Eva. La plástica de ambos cuerpos evoca la estética de Miguel Ángel, cuyas obras Rodin conoció durante su viaje a Italia en 1876. 
Rodin no había esculpido una figura femenina de tamaño natural, hasta Eva, debido a un accidente que destruyó a Bacante entre 1864 y 1870.  
La primera vez que la obra se dio a conocer al público fue en 1899 en ocasión del Salón de París que tuvo lugar en el Palacio de las Máquinas en campo Marte. Rodin decidió presentar la obra a nivel del piso sin utilizar un pedestal, algo inusitado en la época. Eva está de pie en el suelo. [...] Ella camina y respira entre nosotros, mezclándose con la multitud, señaló la revista El arte francés en 1889. La instalación fue considerada atrevida y revolucionaria. Esa no es la Eva viciosa que los artistas comunes nos proponen, sino una criatura poderosa que siente sobre todo su responsabilidad maternal y la angustia causada por el juicio implacable que pesa sobre ella. Oculta su rostro en sus hermosos brazos en una actitud profundamente humana y encantadora, reseñó Félicien Fagus en su artículo "Société nationale" ["Sociedad nacional"] en La revue blanche [La Revista Blanca] el 15 de mayo del mismo año.
Cuando Rodin comenzó a modelar la figura femenina de gran tamaño, para obtener la escultura de Eva, tuvo que detenerse porque su modelo ya no podía posar debido a su embarazo. Aunque la obra Eva se presentó públicamente inacabada en 1899, una pequeña versión de Eva fue mostrada a partir de 1882 y tuvo mucho éxito. 
Esta escultura psicológicamente expresiva, no se completó en el sentido académico de Rodin. El artista renunció al acabado de suavidad y brillo, dejando en su lugar la superficie inquieta y áspera. La piel, la ausencia de detalles o también la huella de la pieza metálica del armazón en el pie derecho, son  testimonios del trabajo pendiente que Rodin decidió conservar. Justamente en esa época, Rodin se atrevía a mostrar sus obras en non finito (estado fragmentario o no acabado). Este modo, deliberadamente sin terminar, fue el estilo revolucionario por el cual Rodin se convirtió en el padre de la escultura moderna.

## Inspiración y significado
El mito Adán y Eva constituye el fundamento del erotismo cristiano: la pareja que viola la prohibición divina y es expulsada del paraíso. Su impacto aún marca la mentalidad contemporánea acerca del erotismo, Rodin plasmó este mito en sus diversas Evas y Adanes. El tema en esta Eva parece ser la vergüenza, ya que la mujer se cubre y se entrega a la vista simultáneamente. De ahí la sensación paradójica de belleza y extrema sensualidad, que transmite esta y otras obras de Rodin; esculturas que se ofrecen y se niegan, se dan y se arrebatan. La sensualidad de su cuerpo, opuesta al movimiento de pudor que esboza, inclinando la cabeza y cruzando los brazos, hizo que tuviese una amplia difusión bajo la forma de bronces, mármoles o barros cocidos.
Contrariamente a la iniciativa de sus contemporáneos, el artista representó a Eva después del pecado original. La modernidad de esta concepción se puede inferir a partir de la conciencia de sí misma propia de la mujer del siglo XIX, la cual se refleja en la obra a través de una casta sensualidad. En Eva coexisten el pecado y la seducción. Esta característica propiamente humana no es interpretada por Rodin con un sentido denigrante; por el contrario, el maestro celebra todo lo relacionado con lo terrenal porque allí mora la verdad, esencia de toda su obra.
El poeta Rainer Maria Rilke describió a Eva de la siguiente forma: Una mujer que parece estar encerrada en sus brazos, con las manos hacia afuera como si quisiera alejarlo todo, incluso su propio cuerpo cambiante.

## Acerca de la modelo
La investigación de Lynne Ambosini señala que la modelo fue Carmen Visconti, sin embargo, tanto George Grappe como John L. Tancock, luego de retomar las cartas de Rodin, sostienen que fue Anna, una de las hermanas Abruzzezzi. De ella Rodin decía: Sobre su piel de bronce se refleja el brillo del sol […] Sus movimientos son felinos, con la gracia y sensualidad de la pantera. Toda la fuerza y esplendor se traduce en un equilibrio perfecto entre la simplicidad y la grandilocuencia del gesto.  No obstante, el maestro alteró su obra: Sin saber porqué, he visto a mi modelo cambiar. Modifiqué sus contornos, realicé movimientos más sensuales. Dejé del lado izquierdo la contención, del derecho quedó el erotismo […] Un día, conocí que estaba embarazada. Entendí […] Puedo ver la manera sincera que copié a la naturaleza en busca de expresión. […]
"Nunca me había ocurrido que una modelo quedara embarazada, un “accidente” feliz para mí, que le dio a la obra un nuevo carácter". 
Las sesiones de modelaje se espaciaron y Eva quedó inconclusa. De formas alongadas y elegantes en un pronunciado contrapposto, la obra cautivó a la crítica. Hacia 1883, la versión ya terminada y reducida en mármol se exhibió en Londres.

## LaEvade Museo Soumaya
Los bronces de Rodin se denominan originales múltiples, que son versiones iguales a partir del yeso inicial (desde 1957 son ediciones de 12). Esto no aplica con los mármoles. En estos casos, toda obra es única puesto que el maestro modificaba personalmente la pieza una vez acabada por el tallador. Esto es evidente en los mármoles de Eva: en los primeros las piernas estaban completamente libres, en los sucesivos se insertó un tronco de árbol como sostén. En el mármol de Museo Soumaya este se vuelve aún más grueso, michelangesco, en palabras de los investigadores del Museo Rodin en París. En las versiones más recientes, la roca de atrás presentó siempre más vigor y se mimetizó con el cuerpo.
Este cambio gradual representa la exploración artística del maestro; gracias a una reciente relectura de los mármoles de Rodin, se ha llegado a afirmar que el progresivo "inacabado" de sus obras reflejaba una búsqueda hacia la abstracción.
La escultura de Museo Soumaya ingresó al acervo en 1992 a través de la casa de subastas Christie's de Nueva York. Fue el coleccionista Eduardo Prado quien la encargó directamente al artista lo que se confirma en una carta en el acervo del Museo Rodin de París.